# Centropyge shepardi
El pez ángel enano Centropyge shepardi es un pez marino, de la familia de los Pomacanthidae. 
Es una especie ampliamente distribuida, común, y con poblaciones estables en su rango de distribución geográfica.

## Morfología
Posee la morfología típica de su género, cuerpo ovalado y comprimido lateralmente, y aletas redondeadas. La coloración base oscila del rojo al melocotón, o mango. Sobre la mitad superior del cuerpo presenta unas barras verticales paralelas, de color marrón oscuro. La aleta caudal es amarilla, y las aletas dorsal y anal marrón oscuro. Las aletas anal y dorsal tienen ribetes azules, muy desarrollados en los machos, y reducidos o ausentes en las henbras.
Alcanza los 9 cm de largo, aunque su tamaño normal de adulto es de 7 cm.

## Hábitat y comportamiento
Especie asociada a arrecifes y clasificada como no migratoria.
Su rango de profundidad está entre 1 y 56 metros.
Suelen encontrarse en laderas expuestas de arrecifes exteriores, ocasionalmente en arrecifes de lagunas claras. Prefiere áreas mixtas de coral vivo y muerto, con numerosos pasajes y agujeros para refugio.
Ocurre solitario o en pequeños grupos, conformados por un macho y varias hembras, que constituyen un harén de 3 a 7 individuos.

## Distribución geográfica
Se distribuye en el océano Pacífico oeste, siendo especie nativa de Guam; Japón (islas de Izu y Ogasawara) e islas Marianas del Norte. Se han reportado poblaciones en Filipinas y Palaos, pero está pendiente de determinar si son estables.

## Alimentación
Es herbívoro y se alimenta principalmente de algas bénticas.

## Reproducción
Aunque no se dispone de información específica sobre su reproducción, como todo el género, son ovíparos, de fertilización externa, y no cuidan sus alevines.
Todas las especies de Centropyge estudiadas al respecto hasta la fecha, son hermafroditas protoginicas, esto significa que todos nacen hembras, y a un dado momento, se transforman en machos. Se organizan en harenes de un macho y varias hembras.
Las hembras se sitúan en un afloramiento coralino, u otra prominencia similar del territorio, y permanecen allí durante todo el periodo de desove. Los machos recorren el territorio rodeando y precipitándose varias veces sobre cada hembra. La ceremonia continúa ascendiendo ambos, para, a continuación, situarse el macho bajo la hembra, en una posición de su cabeza de 45° en relación con el vientre de la hembra. El macho sitúa su boca justo encima del orificio genital de la hembra, y a continuación, ambos ascienden de 10 a 50 cm, uniendo sus orificios genitales y desovando juntos los huevos y el esperma durante 2 a 18 segundos. Produciéndose así la fertilización.